# Sergi Sol i Bros
Sergi Sol i Bros   (Barcelona, 10 d'octubre de 1970) és un periodista i responsable de comunicació que ha tingut diversos càrrecs amb Esquerra Republicana de Catalunya (ERC).
Vinculat al Moviment de Defensa de la Terra durant els anys 80, es va llicenciar en dret a la Universitat de Barcelona però de seguida es va dedicar al periodisme. Va treballar a diversos mitjans locals, com l'Hora del Garraf, el Diari de Vilanova o El 3 de vuit. Actualment col·labora en diversos mitjans periodístics, com el diari La Razón. Va treballar com a cap de premsa i comunicació de l'ajuntament de Sitges.
Va ser director de comunicació d'ERC fins que durant el govern de Puigdemont va ser nomenat Cap del Gabinet de comunicació del vicepresident Oriol Junqueras.
Va ser un dels primers insubmisos al servei militar obligatori d'Espanya i va ser detingut i ingressat a presó preventiva i condemnat a 4 mesos de presó per un tribunal militar.
El 2005 va publicar el llibre Joan Coromines, una vida de llegenda, una biografia novel·lada de Joan Coromines. El 2018 va publicar el llibre Oriol Junqueras. Fins que siguem lliures on explica la vida de l'ex-vicepresident a la presó.

## Obres
- 2005. Joan Coromines.: Una vida de llegenda. ISBN 978-8429756838
- 2010. Ignasi Llorente; Sergi Sol. La Cuina d'Esquerra al descobert. ISBN 9788496563926
- 2011. Algú ho havia de dir : l'esquerra nacional postelectoral (pròleg de Joan Tardà) ISBN 978-84-96563-39-1
- 2011. Carpe Diem. En el punt de mira. ISBN 978-84-96563-93-3
- 2018. Oriol Junqueras. Fins que siguem lliures. ISBN 9788416915729